# 東根市議会
東根市議会（ひがしねしぎかい）は、山形県東根市の地方議会である。

## 概要
- 定数：18人
- 任期：4年。議会解散が実施されれば任期満了前であっても議員任期は終了する。
- 前回選挙：2023年（令和5年）7月23日選挙[1]

- 選挙区：市全体を1選挙区とする大選挙区制（単記非移譲式）
- 所在地：山形県東根市中央一丁目１番１号（東根市役所内）
- 議長： 高橋鉄夫（令和7年8月～）
- 副議長：東海林克彦（令和7年8月～）
- 主な役割：審議、議決、一般質問、代表質問、同意、市政のチェック、請願や陳情の審査、意見書の提出、調査研究、行政行事出席等

### 委員会
- 議会運営委員会
- 議会広報委員会
- 議会のみらい検討委員会

#### 常任委員会
- 総務文教常任委員会
- 経済建設常任委員会
- 厚生常任委員会

#### 特別委員会
- 予算特別委員会
- 決算特別委員会

### 本会議
- 定例会：3月、6月、9月、12月
- 臨時会：随時

### 事務局
- 議会事務局

## 会派
| 会派名             | 議員数 | 所属党派                 | 議員名                                                                               | 女性議員数 |
| ------------------ | ------ | ------------------------ | ------------------------------------------------------------------------------------ | ---------- |
| ひがしね創生会     | 4      | 無所属 自由民主党        | 福永邦幸、山本和生、工藤みどり、細矢俊博                                             | 1          |
| 令和の会           | 3      | 無所属                   | 三宅一人、元木十四男、滝口公一                                                       | 0          |
| ひがしね市政クラブ | 2      | 無所属                   | 片桐勝寿、深瀬明理                                                                   | 1          |
| 会派に属さない議員 | 9      | 無所属 日本共産党 公明党 | 森谷俊、植松宏、佐藤直片、河村豊、清野康隆、髙橋光男、原田利光、東海林克彦、髙橋鉄夫 | 0          |
| 計                 | 18     |                          |                                                                                      | 2          |

（2023年8月4日現在）

## 議員報酬等
| 役職   | 報酬            | 政務活動費     |
| ------ | --------------- | -------------- |
| 議長   | 月額 43万5000円 | 月額 1万2500円 |
| 副議長 | 月額 38万5000円 | 月額 1万2500円 |
| 議員   | 月額 36万0000円 | 月額 1万2500円 |

- 別途、年2回期末手当あり
- 政務活動費の残金は市に返還する義務がある
- 議員年金は2011年（平成23年）6月1日で廃止されている